# حسين أباد (نغار بردسير)
حسين أباد (بالفارسية: حسین‌آباد) هي قرية تقع في إيران في البلدة المركزية. يقدر عدد سكانها بـ 28 نسمة بحسب إحصاء 2016.